# Кориоя
Кориоя (Корноя, Корн-оя, Кариоя), нижнее течение Лепоя — река в России, протекает во Всеволожском районе Ленинградской области. Устье реки находится в 17 км по правому берегу реки Морье. Длина реки составляет 12 км, общее направление на северо-восток. В нижнем течении река протекает через Лепсарское болото северо-восточнее посёлка Рахья, в этих болотах ранее велись торфоразработки.

## Данные водного реестра
По данным государственного водного реестра России относится к Балтийскому бассейновому округу, водохозяйственный участок реки — Водные объекты бассейна оз. Ладожское без рек Волхов, Свирь и Сясь, речной подбассейн реки — Нева и реки бассейна Ладожского озера (без подбассейна Свирь и Волхов, российская часть бассейнов). Относится к речному бассейну реки Нева (включая бассейны рек Онежского и Ладожского озера).
Код объекта в государственном водном реестре — 01040300212102000009133.